# Storsandberget
Storsandberget (umesamiska Sáddárebuavđđa) är ett litet lågfjäll inom Arvidsjaurs kommun, Norrbottens län, cirka 13 kilometer nordväst om Glommersträsk. Det har en kalfjällsliknande topp som når drygt 600 meter över havet. Bergets topp har böljande hedmarker 
med spridda gamla granar och vindpinade tallar. Trots bergets östliga läge i länet får besökaren en påtaglig fjällhedskänsla.